# تيست درايف أوف-رود وايد أوبن
تيست درايف أوف-رود وايد أوبن (بالإنجليزية: Test Drive Off-Road Wide Open)‏ هي لعبة إلكترونية من نوع سباق السيارات ، صدرت عام 2001م.

## وصلات خارجية
- Angel Studio pages: PlayStation 2, Xbox
- Atari pages: PlayStation 2, Xbox